# Синдром Марфана
Синдром (болезнь) Марфана — наследственное аутосомно-доминантное заболевание из группы наследственных патологий соединительной ткани. Синдром вызван мутацией гена, кодирующего синтез гликопротеина фибриллина-1, и является плейотропным. Заболевание характеризуется различной пенетрантностью и экспрессивностью. В классических случаях лица с синдромом Марфана отличаются высоким ростом (долихостеномелия), имеют удлинённые конечности, вытянутые пальцы (арахнодактилия) и недоразвитие жировой клетчатки. Помимо характерных изменений в органах опорно-двигательного аппарата (удлинённые трубчатые кости скелета, гипермобильность суставов), наблюдается расширение аорты и/или эктопия хрусталика. 
Диагностика синдрома Марфана (СМ) сегодня базируется на Гентских критериях (DeРаере A. et al.,1996) и пересмотре их в 2010 году. В основу алгоритма диагностики положено выделение больших и малых критериев, характеризующих выраженность изменений соединительной ткани в различных органах и системах.
Большие критерии свидетельствуют о наличии в соответствующей системе патологически значимых изменений. Малые критерии (а в некоторых случаях — один большой критерий) свидетельствуют о вовлечении той или иной системы в патологию соединительной ткани
Без лечения продолжительность жизни лиц с синдромом Марфана часто ограничивается 30—40 годами, и смерть наступает вследствие разрыва  аневризмы аорты или застойной сердечной недостаточности. В странах с развитым здравоохранением больные успешно лечатся и доживают до преклонного возраста.

## Эпидемиология
Синдром Марфана — редкое заболевание с классическим менделевским наследованием. Распространённость в популяции составляет порядка 1 на 5000. Синдром диагностируется во всем мире, в любых этнических группах. Мужчины и женщины страдают с одинаковой частотой.

## История
Впервые признаки заболевания были описаны в 1875 году американским офтальмологом Э. Вильямсом (англ. E. Williams), описавшим эктопию хрусталика у брата и сестры, которые были исключительно высокими и имели гипермобильные суставы от рождения. В последующие годы эта болезнь наблюдалась французским профессором педиатрии Антуаном Марфаном, который представил в 1896 году клиническое наблюдение 5-летней девочки Габриэль с необычными, непрерывно прогрессирующими аномалиями скелета, и дал патологии своё имя.
Позднее выяснилось, что в действительности девочка страдала врождённой контрактурной арахнодактилией.
Американский генетик Виктор Маккьюсик открыл этим синдромом новую нозологическую страницу наследственных заболеваний соединительной ткани.

## Симптомы
Фенотип больных характеризуется определённой протяжённостью: начиная от лёгких, «мягких» форм соединительнотканной дисплазии, встречающихся и в общей популяции, — до случаев с угрожающими жизни системными расстройствами.
Органы зрения: у половины больных диагностируется подвывих хрусталика; у лиц с выраженной миопией повышен риск отслойки сетчатки.
Мышечно-скелетная система: арахнодактилия, долихостеномелия, деформации позвоночника (сколиоз, лордоз, гиперкифоз), деформация передней стенки грудной клетки (вдавленная грудь, «куриная грудь»), гипермобильность суставов, плоская стопа, высокое готическое нёбо, недоразвитие вертлужной впадины, врождённые контрактуры локтей и пальцев, мышечная гипотония.
Сердечно-сосудистая система: пролапс митрального клапана отмечается в 80 % случаев; со временем створки клапанов утолщаются, становясь гистологически миксоматозными; дилатация корня аорты начинается с синуса Вальсальвы и прогрессирует с возрастом (у женщин отмечается более медленное прогрессирование) и в конечном итоге может приводить к расслаивающейся аневризме аорты.
Другие системы органов: у 5 % больных отмечаются спонтанные пневмотораксы; характерны стрии на коже (striae atrophicae) в областях плеч, груди, поясницы; у большинства больных наблюдается сужение нервного канала в пояснично-крестцовом отделе; нередко диагностируются кистозные образования в печени и почках, которые увеличиваются с возрастом и обычно клинически не значимы.
Многие люди с синдромом Марфана имеют высокие показатели интеллекта (выше среднестатистического показателя IQ в популяции). 

## Диагностика
В рамках ревизованных Гентских критериев (2010 г.) требования к диагностике синдрома Марфана различаются в зависимости от данных наследственного анамнеза.
Если семейный или наследственный анамнез не отягощен, синдром устанавливается в следующих случаях:
• при наличии подтверждённого расширения корня аорты и эктопии хрусталика; 
• при наличии расширения корня аорты и подтверждённой мутации гена FBN1; 
• при наличии эктопии хрусталика без вовлечения корня аорты с подтверждением мутации в гене FBN1; 
• при сочетании расширения аорты и признаков системного вовлечения соединительной ткани

## Лечение
Лечение — преимущественно симптоматическое, направлено на облегчение тех или иных проявлений заболевания. Больным необходимо проходить расширенное ежегодное медицинское обследование с обязательным участием офтальмолога, кардиолога и ортопеда.
Большинство клинических исследований поддерживают профилактическое употребление бета-адреноблокаторов с раннего возраста для предотвращения расслаивающейся аневризмы аорты. В случае выраженной дилатации корня аорты проводится его хирургическая коррекция. Показанием для операции у взрослых больных является достижение максимального диаметра корня аорты 50 мм.

### На русском языке
- Группа ВКонтакте людей, страдающих синдромом Марфана
- Российское интернет-сообщество людей, страдающих синдромом Марфана
- «Дисплазия соединительной ткани» — Медицинский информационный сайт (Омская государственная медицинская академия)
- Синдром Марфана — Портал ГОУ ВПО ММА им. И. М. Сеченова
- Девушка с синдром Марфана рассказывает о своей жизни

### На английском языке
- International Federation of Marfan Syndrome Organisations
- National Marfan Foundation (USA)
- National Institute for Health Marfan syndrome page (USA)
- Marfan Syndrome Information & Support
- Marfan Syndrome Research — Recent literature on Marfan Syndrome
- Marfan support
- Marfan Syndrome information from Seattle Children’s Hospital Heart Center
- Canadian Marfan Association
- Marfan Association UK
- Marfan de Mexico
- Norwegian Marfan Organization
- Online Mendelian Inheritance in Man